# Вулиця Ґолди Меїр (Київ)
Ву́лиця Ґолди Меїр — вулиця в Шевченківському районі міста Києва, місцевості Дехтярі, Нивки. Пролягає від вулиці Данила Щербаківського до вулиці Януша Корчака.
Прилучаються вулиці Черняховського, Олександра Бринжали, Сергія Параджанова та бульвар Павла Вірського.

## Історія
Вулиця виникла у середині XX століття під назвою 870-а Нова. З 1953 року мала назву на честь російського міста Краснодар.
Забудова вулиці належить до першої половини 1960-х років та складається переважно з п'ятиповерхових будинків серії 1-480 («хрущовка»).
27 жовтня 2022 року Київська міська рада перейменувала вулицю на честь 4-го прем'єр-міністра Ізраїлю Ґолди Меїр, уродженки Києва.